# Коротковское сельское поселение (Белгородская область)
Коротко́вское се́льское поселе́ние — муниципальное образование в Корочанском районе Белгородской области.
Административный центр — село Короткое.

## История
Коротковское сельское поселение образовано 20 декабря 2004 года в соответствии с Законом Белгородской области № 159.

## Население
| 2010 | 2011 | 2012 | 2013 | 2014 | 2015 | 2016 | 2017 | 2018 |
| ---- | ---- | ---- | ---- | ---- | ---- | ---- | ---- | ---- |
| 616  | ↘615 | ↘609 | ↘606 | ↘594 | ↘584 | ↘569 | ↘562 | ↘555 |
| 2019 | 2020 | 2021 |      |      |      |      |      |      |
| ↘554 | ↘537 | ↘386 |      |      |      |      |      |      |

## Состав сельского поселения
| № | Населённый пункт | Тип населённого пункта       | Население |
| - | ---------------- | ---------------------------- | --------- |
| 1 | Дружный-Второй   | хутор                        | ↘0        |
| 2 | Дружный-Первый   | хутор                        | ↗6        |
| 3 | Имени Ленина     | хутор                        | →0        |
| 4 | Короткое         | село, административный центр | ↗610      |